# عدنان الملوحي
عدنان المَلُّوحي (1343- 1423 هـ / 1924- 2002 م) مؤرِّخ وكاتب صَحَفي سوري من الروَّاد، له أكثر من عشرين كتابًا. وهو والد المؤرِّخ الباحث الدكتور مِهيار عدنان الملوحي، وشقيق الباحث الأديب عبد المعين الملوحي، والشاعر الأديب عبد اللطيف الملوحي. وعمُّه والد زوجته عبد الحسيب الشيخ سعيد من أعلام الصِّحافة الوطنيين في حماة.

## ولادته وتحصيله
وُلد أبو سامر، عدنان بن سعيد بن أنيس المَلُّوحي في حِمْص، عام 1343هـ/ 1924م، وفيها تلقَّى تعليمه في المدرسة الخيرية الإسلامية، ودار العلوم الشرعية (الثانوية الشرعية). وعلى يدَي والده العالم الخطيب المفتي على المذهب الحنفي الشيخ سعيد الملوحي إمام الجامع النوري الكبير، وناب عنه بعد مرضه في أداء وظائفه الدينية من إمامة وخطابة، وهو في السابعة عشرة من عمره.
انتقل إلى دمشق وانتسب إلى الكلية الشرعية في زُقاق النقيب، حتى عام 1944، ومن أساتذته وشيوخه فيها الشيخ محمد بهجة البَيطار، والأستاذ عز الدين التنوخي. ومن زملاء دراسته فيها الشيخ محمد أديب صالح. ونشأ عصاميًّا وشقَّ لنفسه طريقَ الحياة بنجاح.

## عمله في الصحافة
عمل في الصِّحافة في وقت مبكِّر عام 1945 في عدد من الصُّحُف الدمشقية، مندوبًا صَحفيًّا، ومحرِّرًا في صحيفة "البلد" لصاحبَيها إيليا شاغوري، وسعيد التلاوي بين عامي 1945 و1946. فرئيسًا للتحرير، مدَّة غير طويلة، في صحيفة "الاستقلال العربي" لصاحبها عدنان جانا، نجل صاحبها الأول ومؤسسها محمد توفيق جانا، وكان سكرتير التحرير فيها يومئذٍ فؤاد الشايب. وعمل في صحيفة "العلَم" لصاحبها عزة حُصْرية، سكرتيرًا للتحرير، من 1947 إلى 1953. وأجرى في عمله الصَّحَفي حوارات مهمَّة مع أعلام السياسيين ورجالات الدولة، من مثل: فارس الخوري، وسعد الله الجابري، وجميل مردم بك. ورصد في عمله الصراعات السياسية التي حدثت بين التكتُّلات الحزبية التي ظهرت بعد الاستقلال وبين نوَّاب البرلمان لتحديد آلية واحدة للحُكم في سورية.
ثم أصدر في 17 ديسمبر (كانون الأول) عام 1953 "جريدة الطليعة" الأسبوعية السياسية المستقلَّة، وتولَّى إدارتها ورئاسة تحريرها، وجعل شعارها مقولة أمير المؤمنين عمر بن الخطَّاب: "متى استعبدتمُ الناسَ وقد ولدَتهم أمَّهاتهم أحرارًا؟"، وشغل منصب سكرتير التحرير فيها كلٌّ من بشير بوارشي، ومصطفى الشعَّار. وعند صدور العدد الأول منها، اتصل الرئيس أديب الشيشكلي بفؤاد الشايب وكان قد صار مديرًا لأنباء القصر الجمهوري، مستاءً من نشر مقال بعنوان "قيصر وأهل الرأي"، وهو مقال رفضت كلُّ الصحف نشره، ووافقت "الطليعة" على نشره في عددها الأول، ورأى الرئيسُ في المقال تعريضًا به! ولكن الشايب أقنعه أن المقال لا يقصده، وصدَّقه الشيشكلي وسكت على مَضَض، ومرَّ الأمر بسلام.
واستمرَّت الجريدة بالصدور خمس سنين، ثم توقفت عام 1958 في زمن الوحدة السورية المصرية، استجابة لطلب الرئيس جمال عبد الناصر بحلِّ جميع الأحزاب وإغلاق جُلِّ الصُّحُف والمجلَّات الخاصَّة السورية. ثم بعد الانفصال أعاد إصدارها في شهر أغسطس (آب) عام 1962 باسم "الطليعة العربية"، وجعلها صحيفة يومية سياسية مستقلَّة. وممَّن انضمَّ إلى هيئة تحريرها عبد الباقي الجَمالي، وسعيد مُراد، ونصر الدين البحرة، وسعيد حورانية. ثم أوقفت مرَّة أُخرى في العام التالي مع استيلاء حزب البعث على السُّلطة في سورية، في إثر انقلاب الثامن من مارس (آذار) 1963، إذ استهلَّ البعث عهده الاستبدادي بوَأد جميع الصحف والمجلات الخاصَّة وإلغاء تراخيصها! وكان عدنان الملوحي عند انقلاب البعث في ألمانيا في مهمَّة عمل لصحيفته، فمُنع من الرجوع إلى بلده، وسمع اسمه يُذاع مع أسماء المئات ممَّن أسماهم مجلسُ قيادة الثورة (أعداءَ الشعب)، وأصدر مراسيمَ بإحالتهم على محاكم الأمن القومي، أو عقوبتهم بالعَزْل المدَني لمدَّة عشر سنوات!
على إثر إغلاق صحيفته أصابه حزن وغَمٌّ، فبقي في أوربة، وأقام خمس سنين في برلين، وعمل في هيئة الإذاعة العربية هناك، وكانت المعاناة والغربة مرافقة له فيها. ثم انتقل نحو عام 1969 إلى بيروت واستقرَّ فيها، يعمل في دار العلم للملايين مستشارًا للنشر ومراجعًا لمطبوعاتها. وفي نحو عام 1979 سُمح له بالعودة إلى بلده سورية، بعد غربة استمرَّت 16 عامًا! وكُلِّف إدارة مكتب الصِّحافة والإعلام بوِزارة الأوقاف في دمشق، وأسس مجلة فصلية للوِزارة باسم "نهج الإسلام" أصدرها عام 1981، وعمل مديرًا لتحريرها، وكان يرأس تحريرها وزير الأوقاف محمد الخطيب.
قيل: إنه أنشأ دارًا للتأليف والنشر في بيروت عام 1393هـ/ 1973م، ثم في دمشق عام 1398هـ/ 1978!

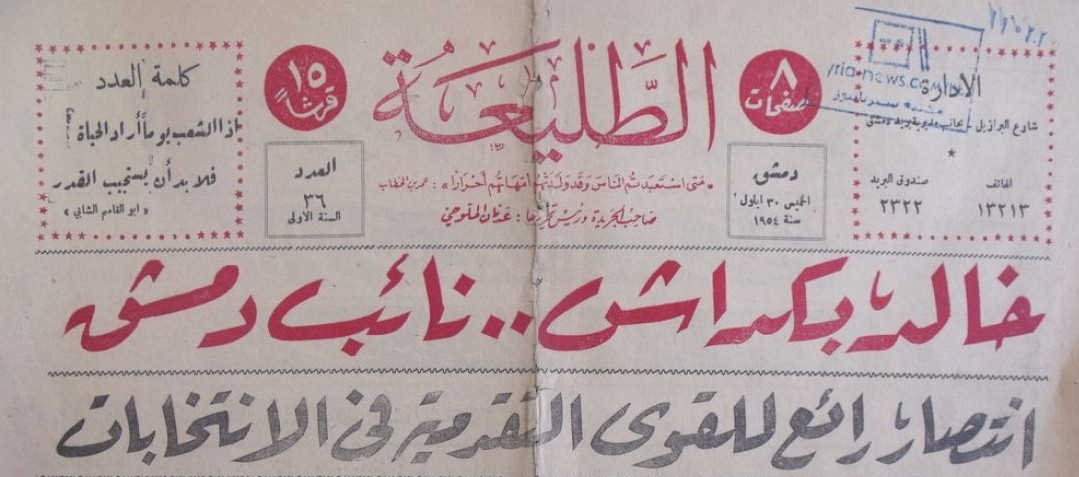
ترويسة صحيفته الطليعة، العدد 36
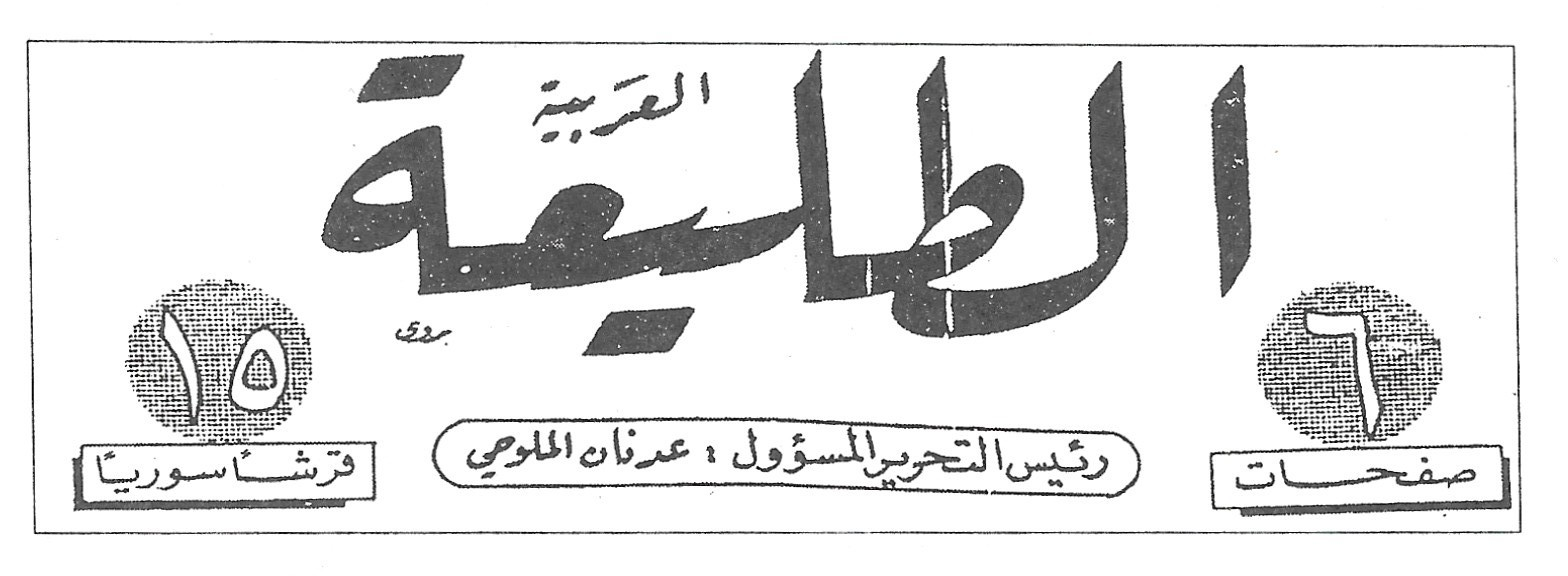
ترويسة صحيفته الطليعة العربية

## آثاره

#### كتبه

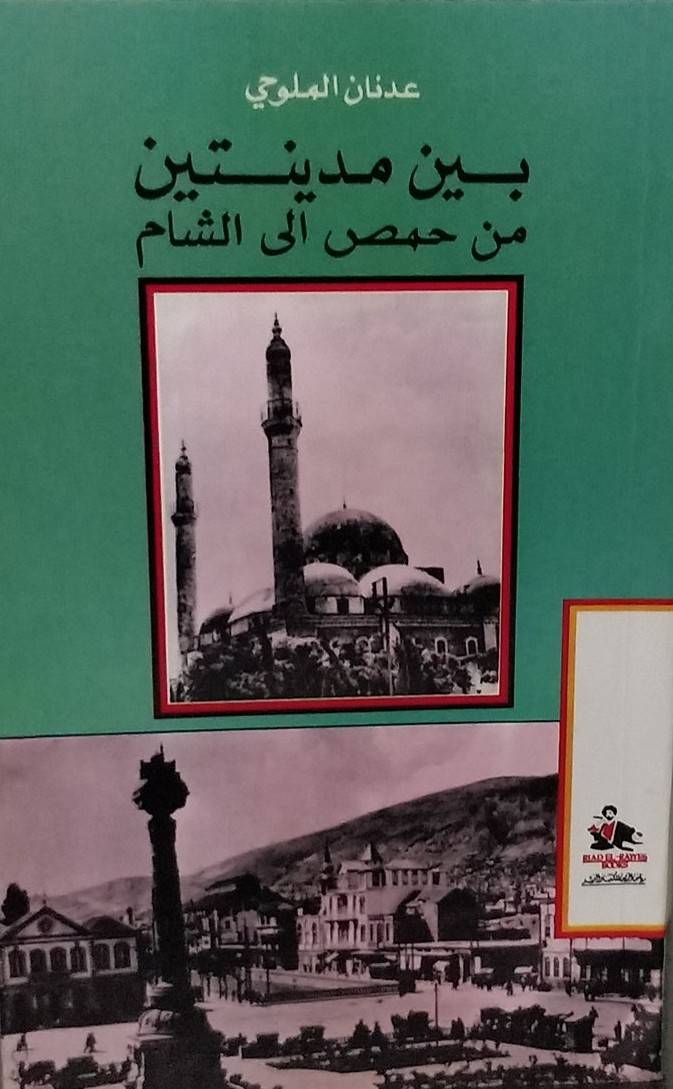

صدر له أكثر من عشرين كتابًا، في السياسة والصِّحافة والذكريات، وهي:
1. صاحبة الجلالة الصِّحافة، ط1، دمشق 1952. ط2، مؤسسة دار الحياة للصِّحافة في سورية، 1972.[3][18]
2. الكتاب الأبيض في الردِّ على توفيق الحكيم، بيروت 1972.
3. توفيق الحكيم بين الوعي والغيبوبة، ط1، بيروت 1973. ط2، دمشق 1977.
4. وتحطَّمَ خطُّ بارليف! قصَّة الحرب وبطولاتها في الجَوْلان وسِيناء، دار العلم للملايين، بيروت 1973.
5. وعادت القُنَيطِرة:[19] أسرار المعارك التاريخية فوق جبل الشيخ والهَضْبة، دار إحياء العلوم، بيروت 1974.[20]
6. العَرَّاب، وهي رواية للكاتب الأمريكي ماريو بوزو، عرض وتلخيص، ط1، دار القلم بيروت 1976. ط2، 1977.[21] ط3، دمشق 1980.
7. فضيحة ووتر غيت، ط1، بيروت 1974. ط2، بيروت 1980.
8. ثورة إيران الإسلامية، بيروت 1979.[22]
9. "مسيلمة" السادات وكامب ديفيد، بيروت 1980.
10. بين مدينتين من حِمص إلى الشام (مذكِّرات)، دار الريِّس، لندن 1990.[23]
11. الطريق إلى دمشق (مذكِّرات)، دمشق 1992. وهو نفس كتابه السابق، كان الناشر اختار له ذاك العنوان، ووقعت في نشرته أخطاءٌ مطبعية كثيرة، فأعاد المؤلف نشره بالعنوان الذي ارتضاه ابتداء، وصحَّح أخطاءه.[24]
12. أيام الشام: خمسون عامًا مع القضايا والأحداث العربية والدَّولية (مذكِّرات)، مكتبة الزهراء الحديثة، دمشق 1994.
13. أكرم الحَوراني عرَّاب الانقلابات في سورية (مذكرات)، دار دمشق للنشر، 1995.[25]
14. قصَّة الانقلابات: خفايا وأسرار ثلاثة انقلابات في تسعة أشهر عام 1949 (مذكرات)، دمشق 1996.[26]
15. كيف تصبح صَحَفيًّا ناجحًا، ط2، دمشق 1996.[16]
16. جورة أبو صابون (مذكرات)، دمشق 1997.
17. وطنيون وأوطان: صور من نضال الشعوب، دمشق 1998.
18. الحب العظيم (مذكرات)، 2000.[24]
19. من أيام الثورة السورية، دمشق 2001.[7]
20. الشيخ والبحر، للكاتب إرنست همنغواي، تحرير وصياغة وتقديم،[ه] دار أسامة، دمشق.[27]

#### مقالاته
بدأ بنشر المقالات في ريعان شبابه، فكتب في الأدب والنقد الأدبي في "مجلة الأديب" اللبنانية عام 1946، وفي مجلة "الوحدة العربية" المصرية، وفي عدد من المجلَّات والصُّحُف العربية.

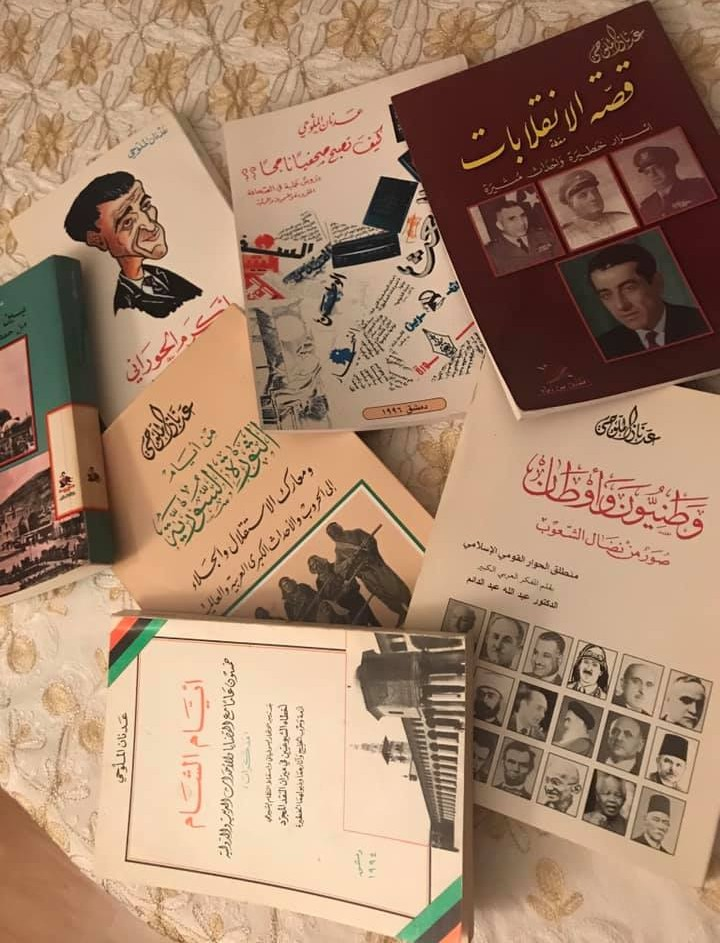
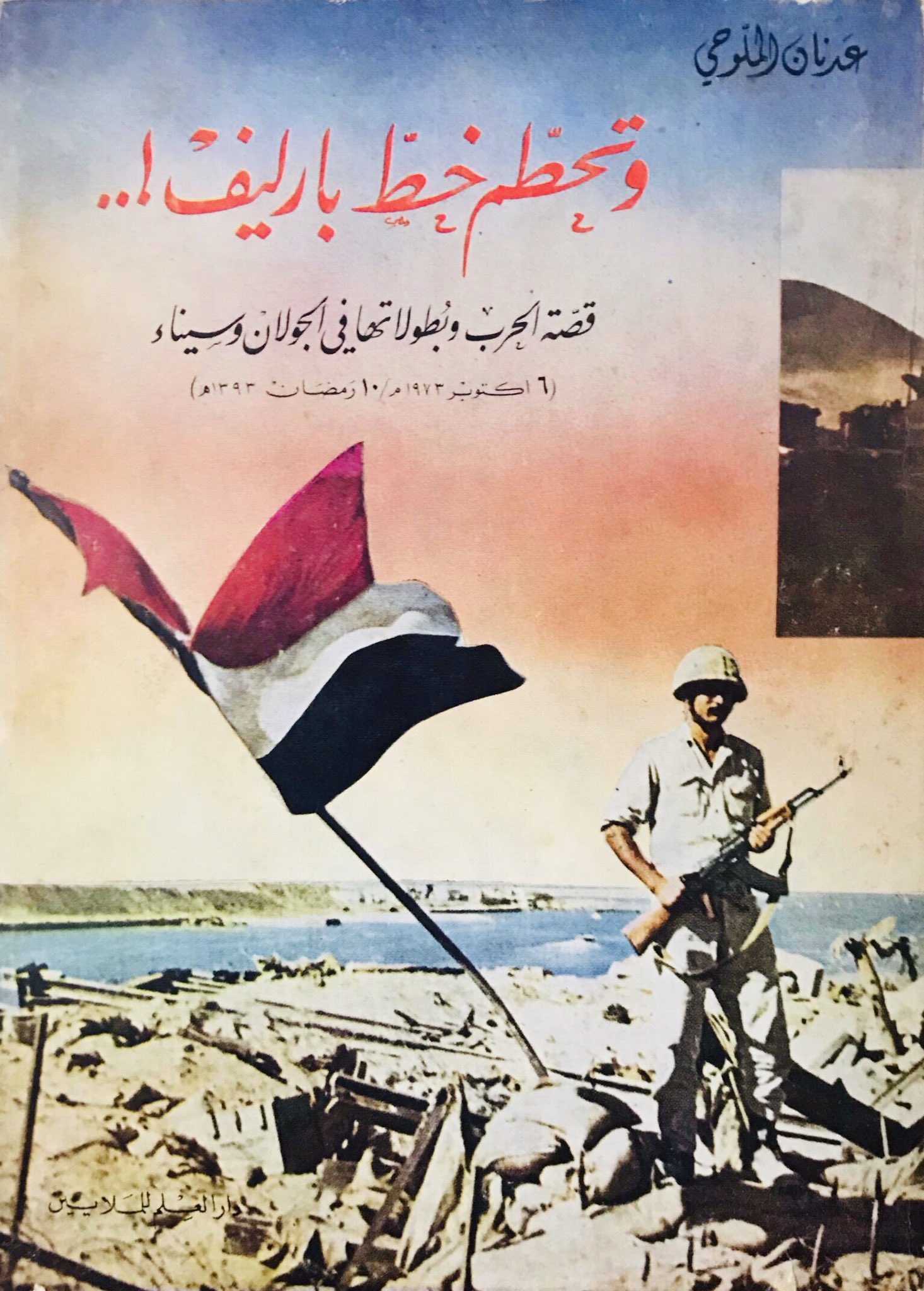
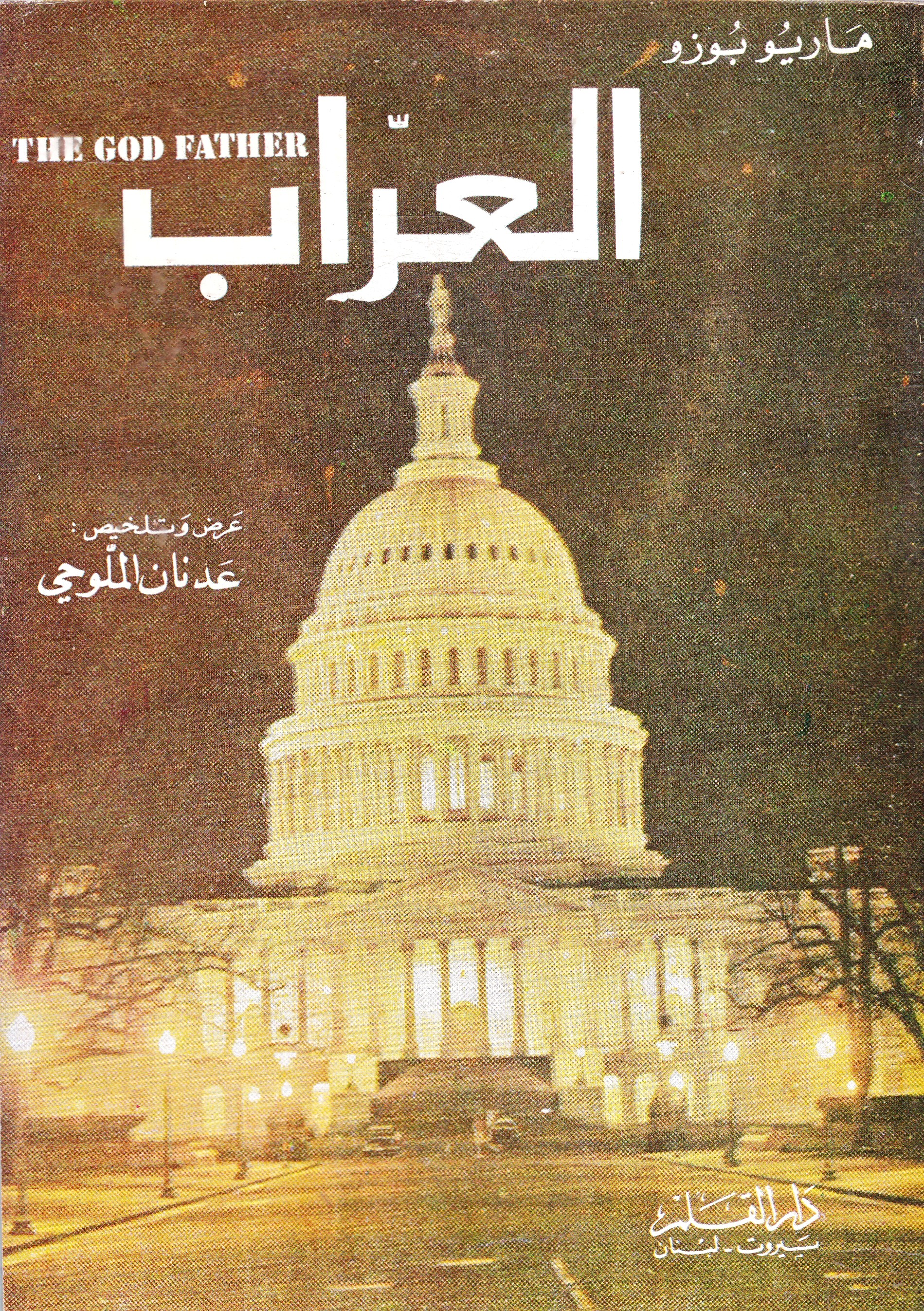
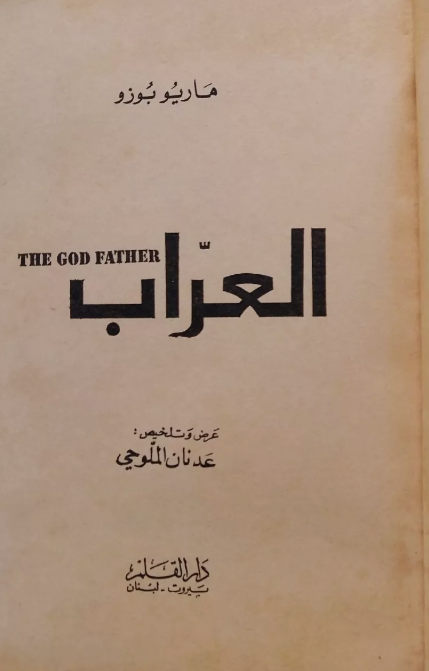

## أسرته

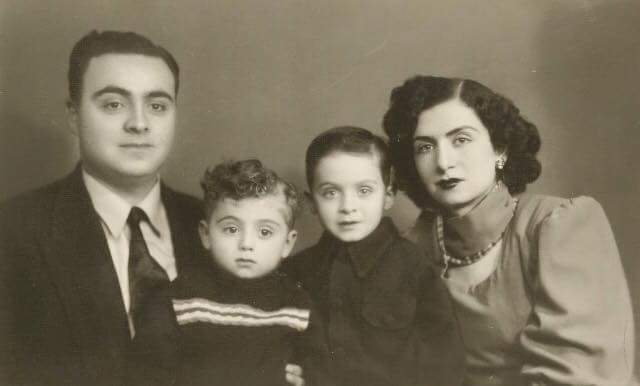
عدنان الملُّوحي مع زوجته وولديه سامر ومهيار، نحو عام 1949

تزوَّج الملوحي بكوثر الشيخ سعيد، ابنة الكاتب الوطني الحمَوي عبد الحسيب الشيخ سعيد المولود والمتوفَّى في حماة (1894- 1960 م)، صاحب صحيفة "الهدف" عام 1919 التي أغلقها الفرنسيون عام 1923. وهو من أعلام الصِّحافة وروَّادها في سورية، ثم أنشأ مطبعة الإصلاح عام 1924 التي كانت تطبع بعض الجرائد الحمَوية الصادرة حينئذٍ مثل "صدى النواعير" و"الوحي"، ثم أعاد إصدار صحيفة "الهدف" عام 1952. شارك في الثورة السورية على المحتلِّ الفرنسي عام 1925، واعتُقل وعُذِّب، وله عدد من المؤلفات، منها: "رجال الثورة الحمَوية" و"الصناعة الوطنية" و"خواطر"، وروايتان هما "تريفون" وهو قائد حمَوي شهير في القرن الثالث قبل الميلاد في الجيش الروماني، و"جوليا ميزا" وهي سيدة حِمْصية حكمت روما في القرن الثالث الميلادي.
وُلدت كوثر الشيخ سعيد في حماة عام 1923، وتوفيت في باريس بتاريخ 7 مايو (أيَّار) 2024، عن عمر أربى على مئة عام. ولهما من الأولاد ابنان وابنة هم:
- سامر عدنان الملوحي (ولد 1947) متخصِّص في الأدب الإنكليزي من جامعة دمشق، مقيم من قديم في باريس، عمل مديرًا لشركة الطيران السورية، ثم مديرًا إقليميًّا في الشرق الأوسط وآسيا لشركة جنرال إلكتريك.
- مِهيار عدنان الملوحي (ولد 1949) باحث موسوعي ومؤرِّخ، وفنان تشكيلي، حاصل على دكتوراه من موسكو في فلسفة علم الفنون.[29]
- ليالي عدنان الملوحي (ولدت 1962)، متخصِّصة في الأدب الإنكليزي من جامعة دمشق، مقيمة من قديم في باريس، تعمل في دار فرنسية للجواهر (Messika).

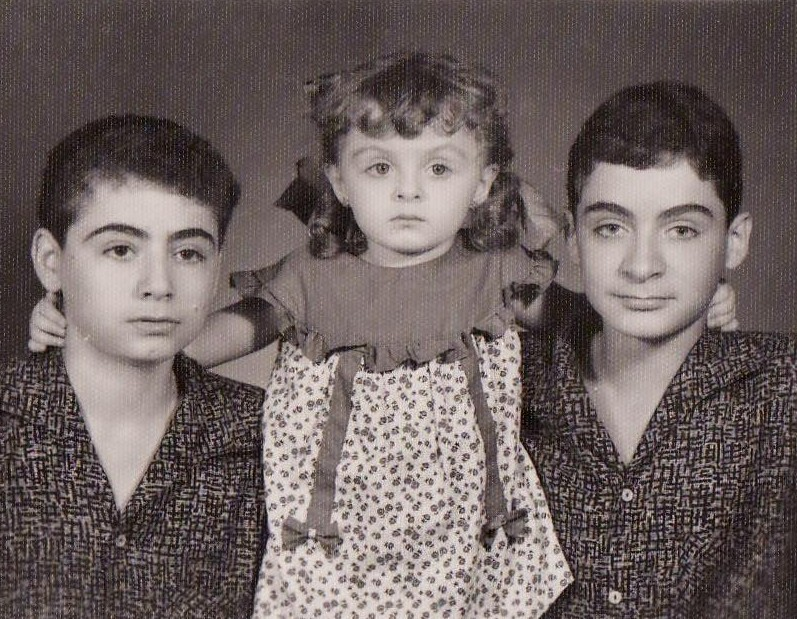
أولاد عدنان الملوحي سامر ومهيار وليالي، نحو عام 1966
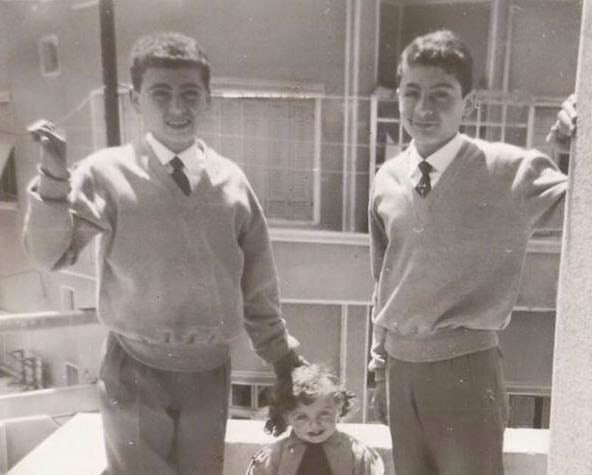
أولاد عدنان الملوحي، نحو عام 1966
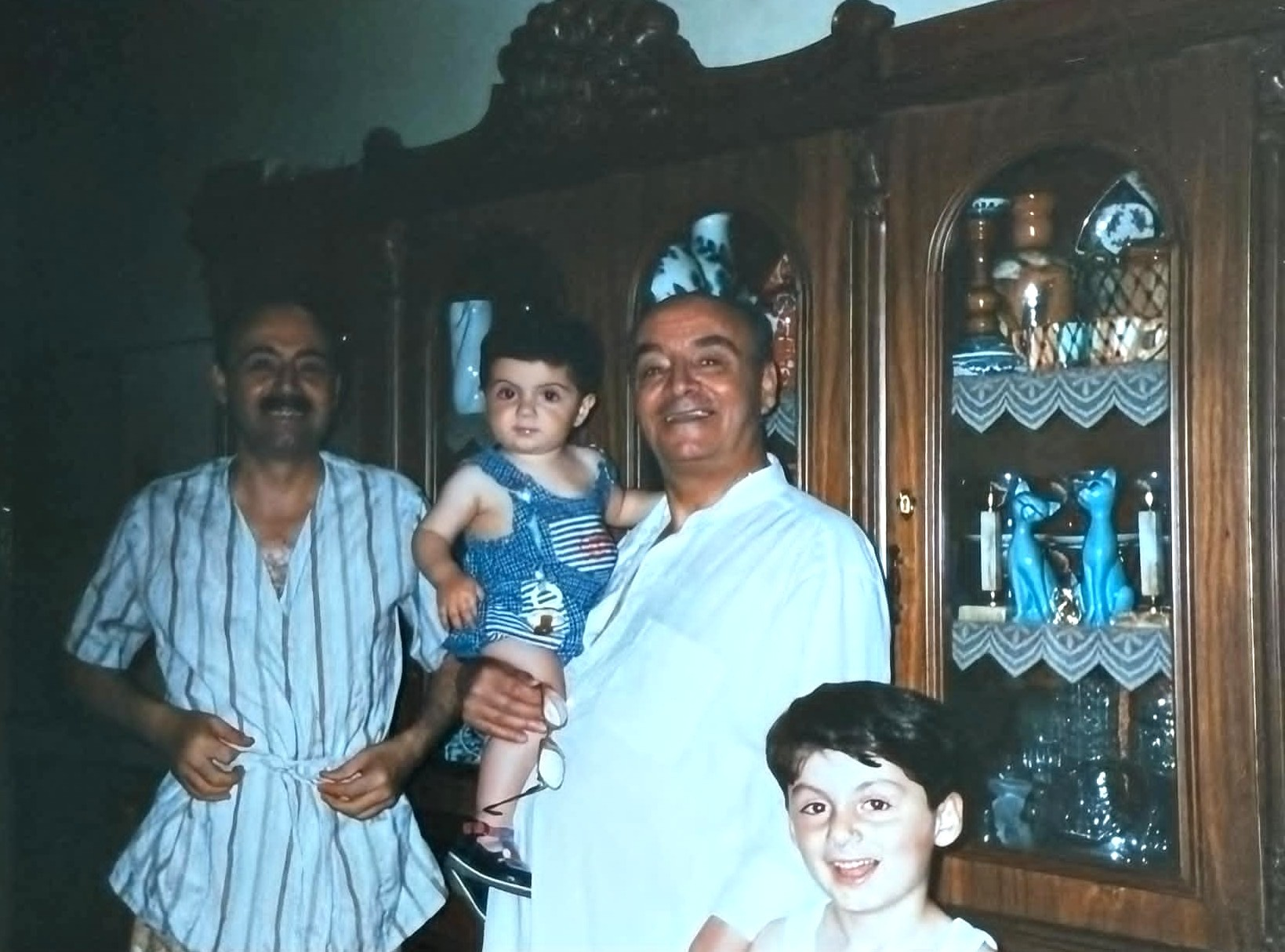
عدنان الملوحي في بيته بدمشق، ومعه ابنه مهيار، وحفيداه عدنان وسامي حموي، نحو عام 1996

## وفاته
توفي عدنان الملوحي في مستشفى دار الشفاء بدمشق، يوم السبت 14 صفر 1423هـ الموافق 27 أبريل (نَيْسان) 2002م، عن عمر ناهز ثمانين سنة هجرية، ودُفن في اليوم التالي في مقبرة الدحداح بدمشق.
ونعَتْه كثير من الصُّحُف والمجلَّات، منها: صحيفة تشرين، وجاء في نعيها: "فقدَت أسرة الصِّحافة السورية الزميل عدنان الملوحي أحد روَّاد الصِّحافة السورية.. وبرحيله فقدت الأسرة الصَّحَفية في سورية أحدَ روَّادها الذين أسهموا في ترسيخ تقاليدها، وعملوا دائمًا على أن تكون الحقيقة بين أيدي القرَّاء". ومنها صحيفة النور الدمشقية، وفيها: "توفي اليوم السبت الصحافي العريق والباحث الجادُّ الأستاذ عدنان الملوحي، وبرحيله فقدَت الصِّحافة السورية أحدَ أبرز أعلامها في النصف الثاني من القرن العشرين.. صحيفة النور تعبِّر عن ألمها لرحيل رجل الصِّحافة التقدُّمي البارز، وتتقدَّم بأحرِّ التعازي لأسرته الكريمة".

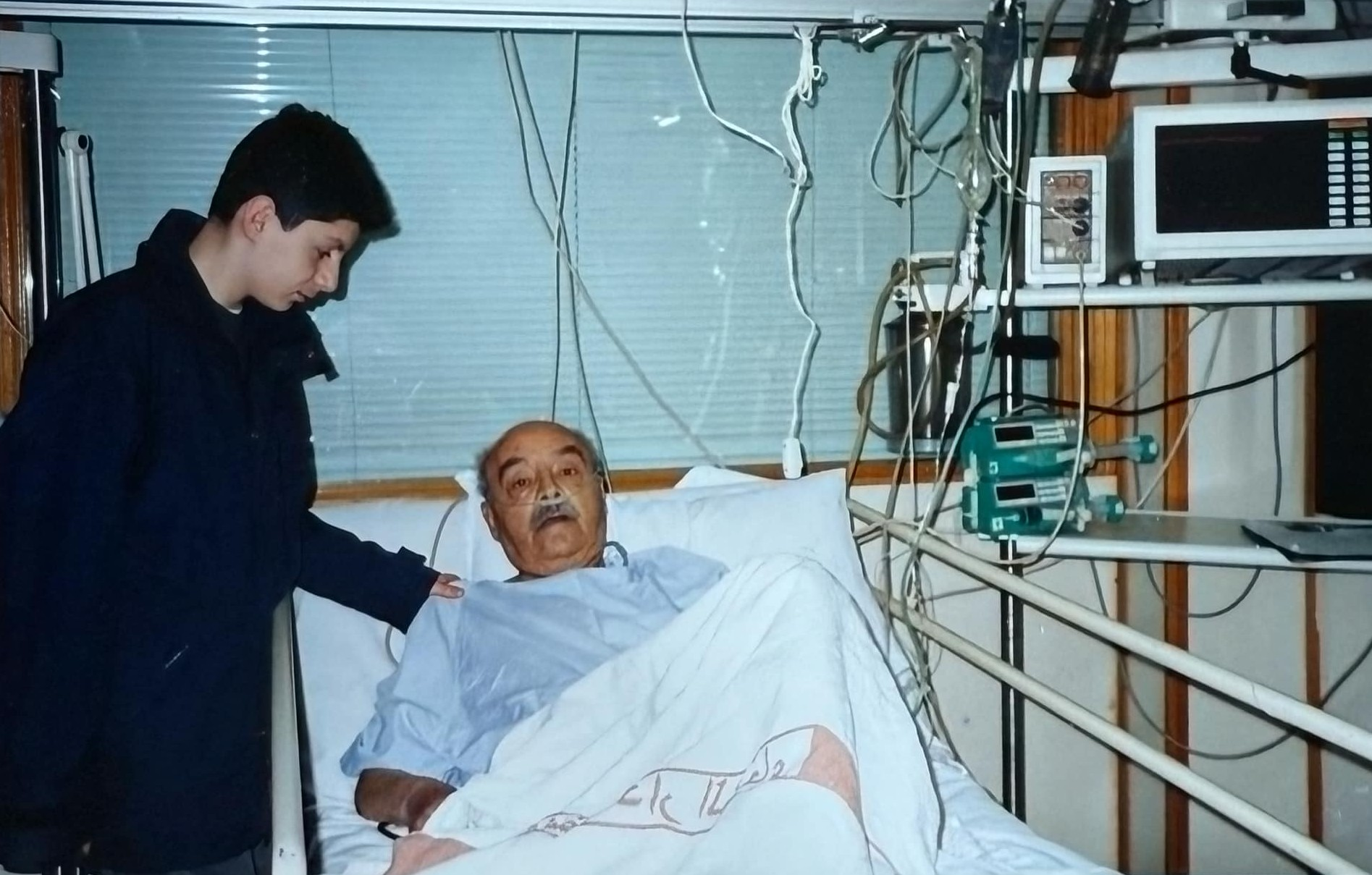
الملوحي في دار الشفاء، قبل أسبوع من وفاته، ومعه حفيده عدنان حموي
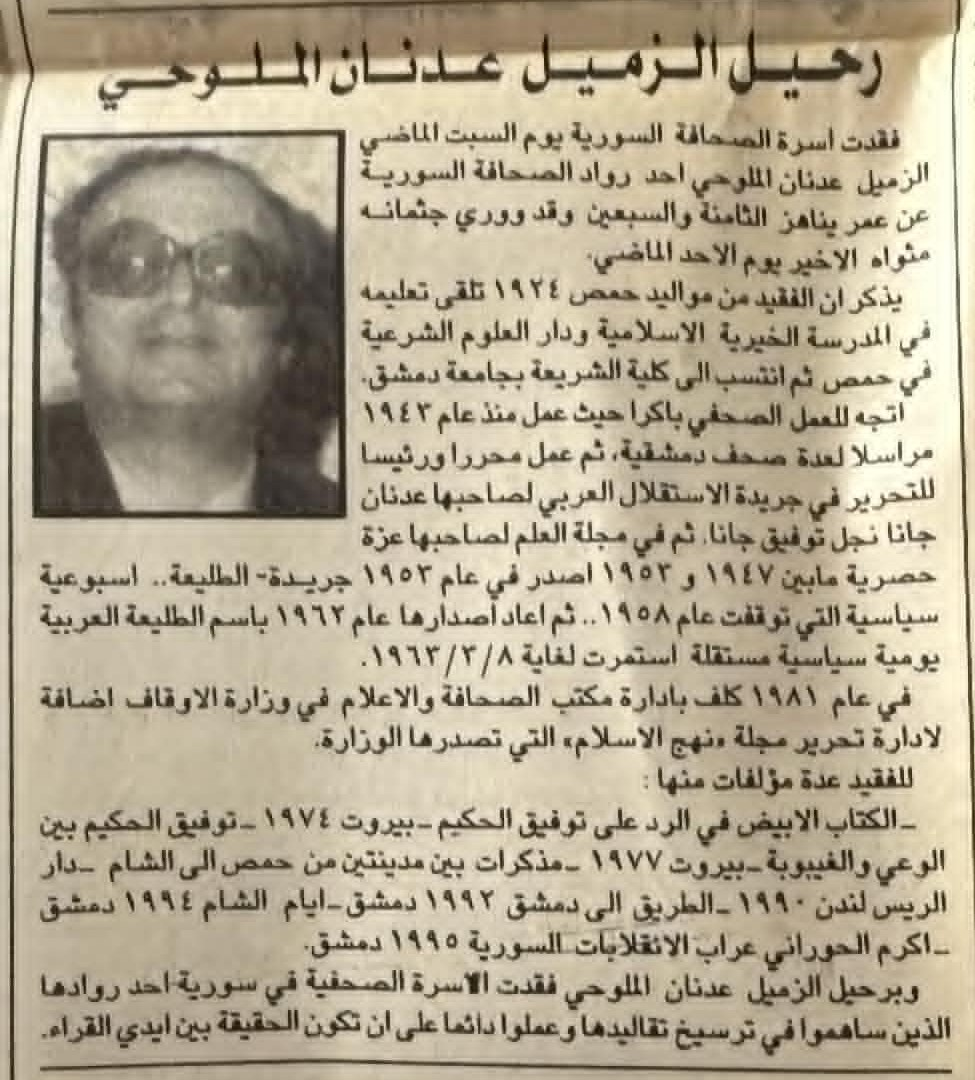
نعيه في صحيفة تشرين العدد (8301)
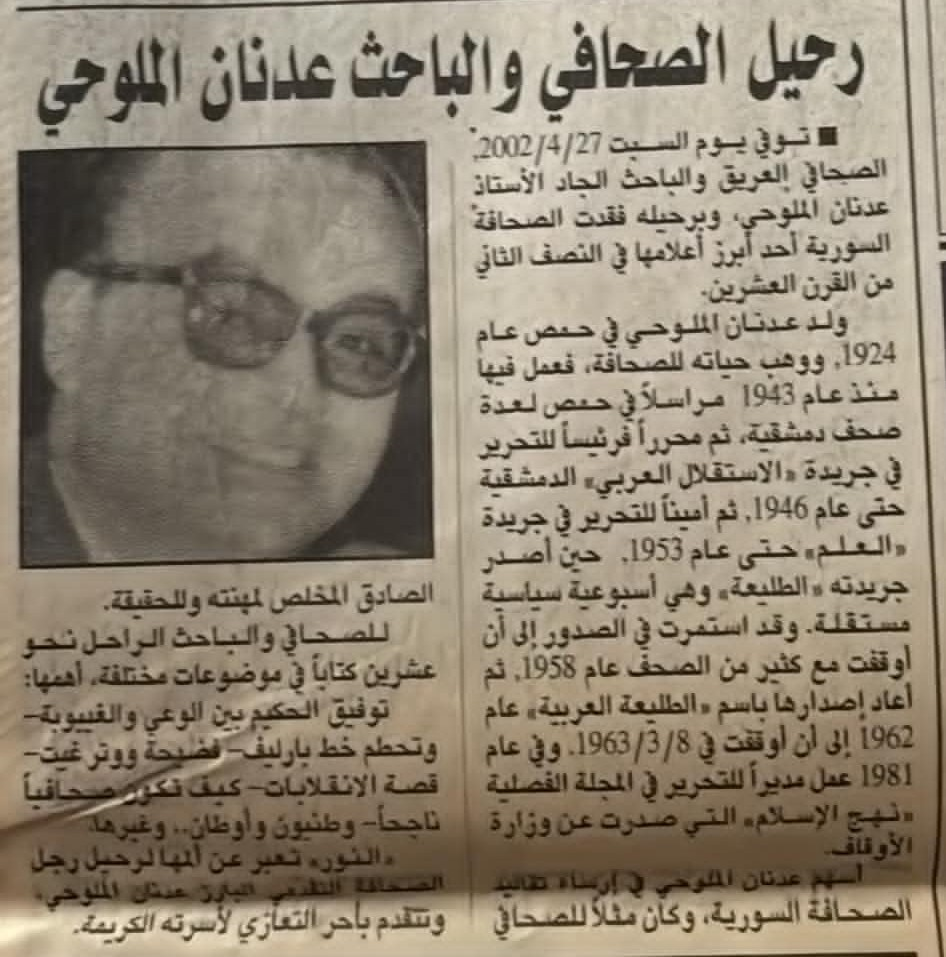
نعيه في صحيفة النور العدد (50)

## صورة وذكرى

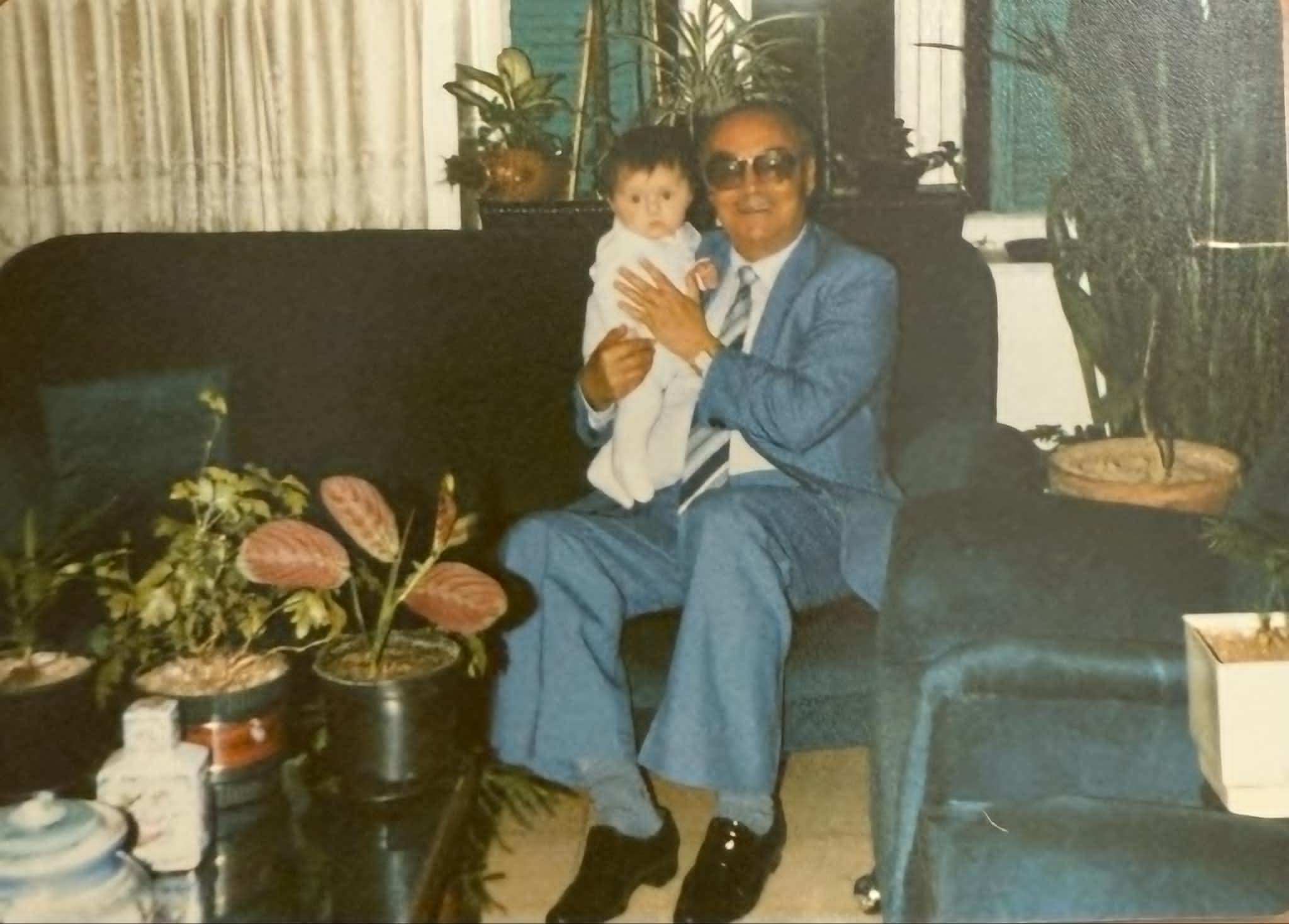
عدنان الملوحي يحمل حفيده الأثير عدنان حموي، نحو عام 1988
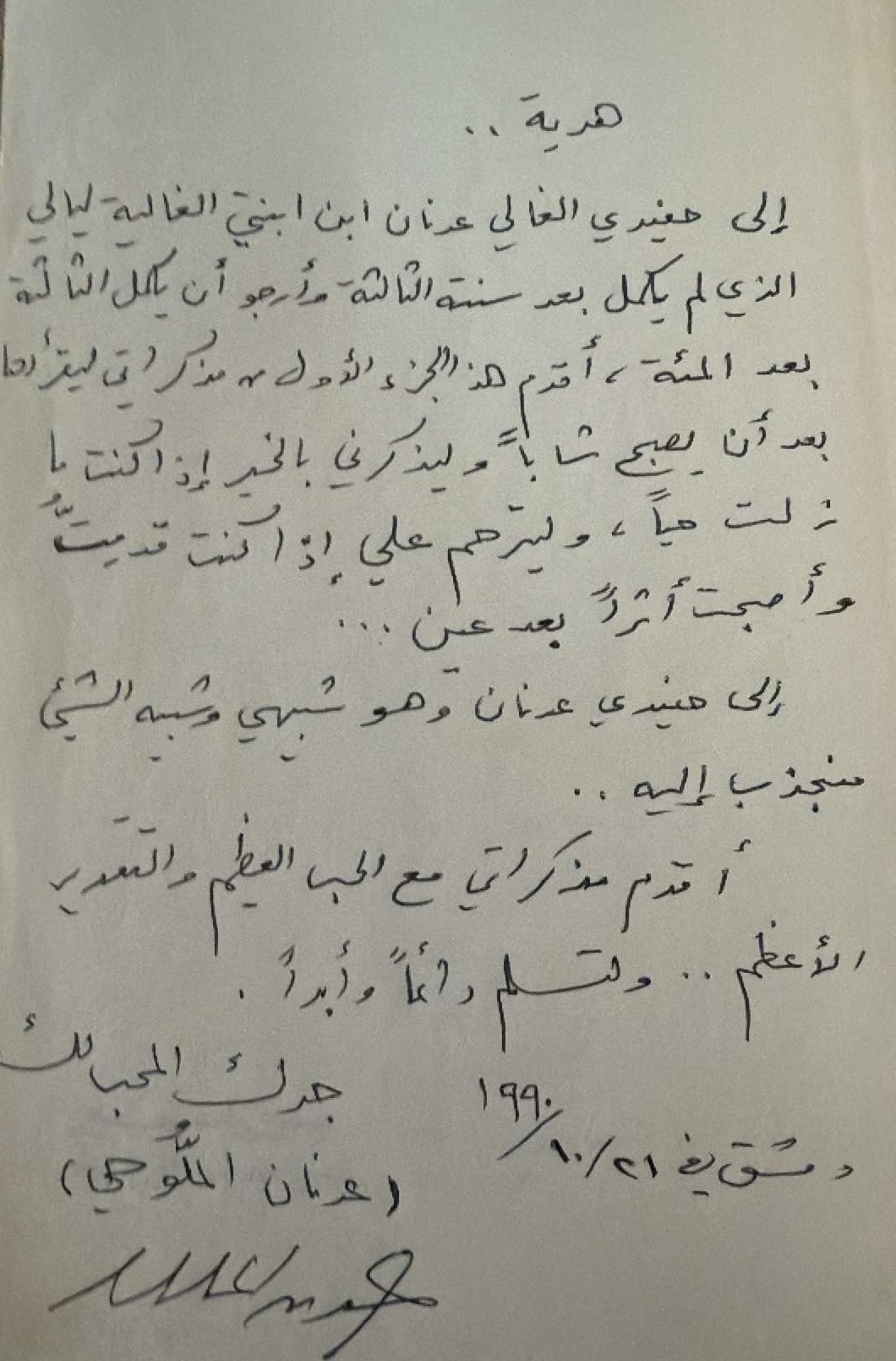
إهداء بخط عدنان الملوحي إلى حفيده عدنان حموي طفلًا، عام 1990

## الملاحظات
1. ↑  انفرد حسان الكاتب في "الموسوعة الموجزة" 18/ 154 بجعل تاريخ ولادته عام 1929، وهو خطأ مخالف لجميع المصادر والمراجع. وتابعه على هذا الخطأ كامل سلمان الجبوري في "معجم الأدباء من العصر الجاهلي حتى سنة 2002" 4/ 207.
2. ↑  ذكر د. نزار أباظة في "إتمام الأعلام" 2/ 49، وفي "علماء دمشق وأعيانها في القرن الخامس عشر الهجري" ص469: أن عدنان الملوحي انتسب إلى كلية الشريعة بجامعة دمشق، وهو خطأ! صوابه ما ذكره ولدُه مِهيار عدنان الملوحي في ترجمته لأبيه في "معجم الجرائد السورية"، وعبد القادر عيَّاش في "معجم المؤلفين السوريين في القرن العشرين" وغيرهما من المراجع، من أنه انتسب إلى الكلية الشرعية بدمشق، وهي معهد علمي راق، قبل المرحلة الجامعية، يدرِّس فيه عددٌ من كبار علماء الشام. وتابعه على هذا الخطأ محمد خير رمضان يوسف في "تتمة الأعلام" 6/ 95، و"تكملة معجم المؤلفين" 4/ 274.

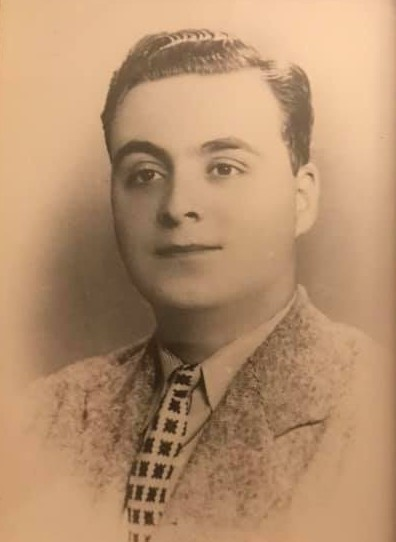
عدنان الملُّوحي في شبابه

3. ↑  انفرد حسان الكاتب في "الموسوعة الموجزة" 18/ 154: أن عدنان الملوحي أصدر "صحيفة الطليعة" أواخر عام 1954م! وهو خطأ. تابعه عليه كامل سلمان الجبوري في "معجم الأدباء من العصر الجاهلي حتى سنة 2002م" 4/ 207، ومحمد خير رمضان يوسف في "تتمة الأعلام" 6/ 95، و"تكملة معجم المؤلفين" 4/ 274- 275. والمثبت من "معجم الجرائد السورية" لابنه مهيار الملوحي ص166، وسائر المصادر والمراجع.
4. ↑  انفرد حسان الكاتب في "الموسوعة الموجزة" 18/ 154: أن عدنان الملوحي افتتح دارًا للنشر في بيروت عام 1973 وأخرى بدمشق عام 1978! وتابعه عليه كامل سلمان الجبوري في "معجم الأدباء من العصر الجاهلي حتى سنة 2002م" 4/ 208، ومحمد خير رمضان يوسف في "تتمة الأعلام" 6/ 95، وفي "تكملة معجم المؤلفين" 4/ 275، وسليمان البواب في "موسوعة أعلام سوريا" 4/ 272، واقتصر الأخير على ذكر دار نشر بدمشق. ويبدو أنه غير صحيح! فلم يذكر هذا ولدُه مهيار الملوحي في ترجمته لأبيه، ولم تُعرف له دار نشر في بيروت ولا في دمشق!
5. ↑  ورد في بعض المواقع أنه ترجم الرواية، وهذا غيرُ صحيح، فهو لم يُترجم أيَّ عمل أدبي أو غير أدبي، واقتصر عمله على إعادة الصياغة والتحرير والتقديم.

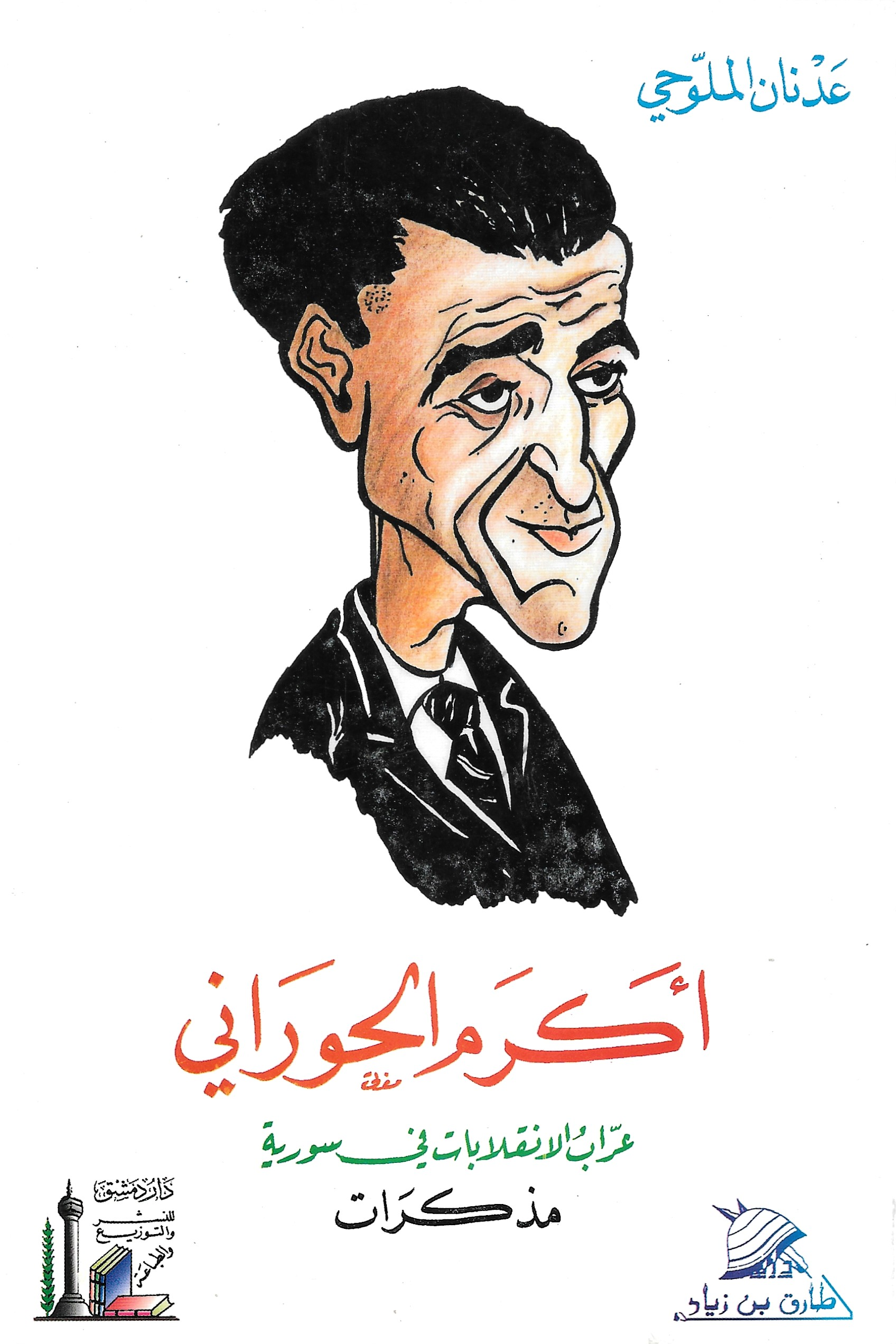